# Non hai scelta
Non hai scelta (titolo originale No Second Chance) è un romanzo del 2003 di Harlan Coben, pubblicato dalla Arnoldo Mondadori Editore come n. 2910 della collana Il giallo Mondadori.

## Trama
È la storia di Marc, un medico, un chirurgo plastico, che un giorno si sveglia in un letto di ospedale dopo essere stato in coma per alcuni giorni. Al suo risveglio scopre che la moglie Monica è morta assassinata e la figlia Tara, una piccola bimba di sei mesi è stata rapita. La polizia lo interroga più volte insistentemente perché in tutta questa faccenda c'è qualcosa che non convince.
Dimesso dall'ospedale Marc torna a casa e riceve una telefonata da uno sconosciuto, che gli chiede un riscatto se vuole rivedere viva la figlia, ma non può avvisare nessuno. Al momento dello scambio qualcosa va storto, lui ha avvisato la polizia, e i rapitori, che hanno una talpa infiltrata, lo scoprono, riescono a prendere i soldi e fuggono.
Marc si sente in colpa e non si dà pace. Passano diciotto mesi e lui non ha mai smesso di cercare la figlia, però senza alcun risultato. Un giorno, casualmente, Marc incontra Rachel, la sua ex fidanzata. Parlano e lui le racconta ciò che è successo. Lei è una ex agente FBI, costretta a licenziarsi dopo la morte del marito, e decide di aiutare Marc.
Qui il romanzo entra nel vivo. Tra inseguimenti, spari, omicidi e colpi di scena, riuscirà Marc a scoprire la verità, a ritrovare sua figlia e la felicità perduta?

## Edizioni
- Harlan Coben, Non hai scelta, traduzione di Renato Pera, collana Il Giallo Mondadori, Mondadori, 2006,  p. 380.